# Годзилла: Миллениум
«Годзилла: Миллениум», или «Годзилла 2000» (яп. ゴジラ2000 ミレニアム; англ. Godzilla 2000) — японский фантастический фильм (кайдзю-эйга), двадцать третий об огромном ящере Годзилле и последний во франшизе, режиссированный Такао Окаварой. Также это последний фильм о Годзилле, который показывался в кинотеатрах Северной Америки. В Японии фильм вышел в прокат 11 декабря 1999 года, в США и Канаде — 18 августа 2000 года. В России фильм был озвучен телеканалом РЕН ТВ. Релиз фильма на DVD состоялся 26 декабря 2000 года.
С «Годзиллы 2000» начинается третья эпоха серии фильмов о Годзилле — «Миллениум».

## Сюжет
На восточном побережье Японии на острове Хоккайдо сейсмолог Юдзи Синода со своей дочерью Иё и журналисткой Юки проверяет свою аппаратуру по изучению землетрясений в полевых условиях. По окончании работ они уезжают на машине. Их дорога проходит через туннель, при выезде из которого они совершенно неожиданно сталкиваются с Годзиллой, который этой ночью вышел из моря на сушу. Юдзи уезжает, но с этого дня вместе с дочерью и Юки начинает следить за Годзиллой. Уже после первого дня они выясняют, что Годзилла разрушает в окрестностях в основном электростанции, которые служат для него источником энергии. Вести о чудовище скоро доходят до Департамента чрезвычайных ситуаций, но его начальник Катагири занят другим делом — изучением вероятно инопланетного происхождения огромной скалы возрастом 70 млн лет с энергетическим источником внутри, которая сама собой всплыла на поверхность при попытке поднять её со дна океана. Удивительно, что с началом рассвета скала начинает приподниматься над водой.
Годзилла приближается к атомным электростанциям в Токай. Юдзи находится невдалеке и наблюдает за ним, а вызванные силы самообороны пытаются остановить монстра новейшими боевыми ракетами и заложенными на его пути минами, но Годзилла не останавливается. В это самое время под действием солнечных лучей камень взлетает над водой и направляется к побережью. Он зависает в воздухе над Годзиллой и выстреливает в него энергетическим потоком. Годзилла пытается использовать свой атомный луч, но будучи не в силах противостоять новому необычному врагу, уплывает обратно в океан. Камень остаётся неподвижно висеть в воздухе, пока Катагири начинает его изучение, разрешая попутно Юдзи использовать оборудование Департамента для поисков Годзиллы. В ходе исследований найденных образцов тканей Годзиллы Юдзи и профессор Миясака обнаруживают, что клетки монстра обладают способностью невероятно быстро восстанавливаться. Юдзи называет этот процесс Органайзер G-1.
С течением времени камень начинает изменяться: с него сползает шершавая оболочка, высвобождая гладкую поверхность. Ближе к вечеру камень, который теперь уже больше напоминает НЛО, взлетает и направляется в район Синдзюку (Токио). Там он падает на крышу офисного небоскрёба, где работает Юки, и, используя свои электромагнитные «щупальца», проникает в супер-компьютер, получает выход к остальным системам и начинает считывать с них все данные. Под угрозой находится целый город, и Катагири приказывает взорвать верхние этажи здания. Но в это время Юки ухитряется проникнуть внутрь. Она подключается к перегруженным компьютерам и получает доступ к данным, которыми интересуется пришелец. Юки сообщает об этом Юдзи, тот приезжает с Иё и они успевают перекачать все требуемые данные до того, как Катагири устраивает взрыв, хотя его и просили отсрочить детонацию. Выясняется, что пришелец хочет изменить атмосферу Земли, после чего начнётся новая эра Миллениум. Годзилла же привлекает его способностью регенерации.
Скоро из моря появляется Годзилла и направляется к своему врагу. Пришелец сначала уклоняется от его атомного луча, но потом, получив образцы клеток Годзиллы, создаёт похожего на него горбатого монстра с длинными кривыми лапами и маленькой головой — Оргу. Годзилла уничтожает атомным лучом летающего пришельца и сражается с Оргой. При каждом близком контакте новый монстр всё больше уподобляется Годзилле. Наконец Орга раскрывает громадный рот и пытается заглотнуть Годзиллу, приобретая его черты, но Годзилла вовремя использует свой ядерный импульс, разрывая врага на куски. После этого ящер подходит к зданию, откуда вели за ним наблюдения Юдзи с дочерью, Юки, Катагири и Миясака. Все скрываются в коридоре, но Катагири никуда не уходит. Он без страха смотрит на Годзиллу, когда монстр замахивается лапой и разрушает часть здания, где стоял Катагири, после чего разворачивается и идёт дальше. Юдзи, Иё, Юки и Миясака наблюдают, как Годзилла продолжает разрушать город. Они вынуждены признать, что этого монстра ничто не может остановить.

## В ролях
| Персонаж       | Актёр/Актриса   | Характеристика |
| -------------- | --------------- | --- |
| Юдзи Синода    | Такехиро Мурата | Биолог и сейсмолог, бывший преподаватель этих наук в университете. После того, как обнаружил Годзиллу, решил заняться его подробным изучением. Часто невзирая на опасности, Юдзи очень близко приближался к чудовищу. |
| Юки Ихиносэ    | Наоми Нисида    | Журналистка, работающая в Токио. С Юдзи и его дочерью поначалу не хотела сотрудничать, так как считала их работу бесполезной, однако не оставила в беде их обоих. |
| Мицуо Катагири | Хироси Абэ      | Руководитель Департамента чрезвычайных ситуаций. Занимался изучением необычного камня на дне океана. Принял на себя руководство силами самообороны, когда на побережье появился Годзилла, и Орга в Токио. Всегда следует своим намеченным планам, даже невзирая на то, что они не всегда могут привести к ожидаемому результату. Был убит Годзиллой в конце фильма. |
| Сиро Миясака   | Сиро Сано       | Подчинённый Катагири. Всегда помогал Юдзи, потому что давно с ним знаком. Видя ужасные планы своего шефа, перестал его беспрекословно слушаться. |
| Иё Синода      | Маю Сюдзуки     | Малолетняя дочь Юдзи. Всегда была хорошо осведомлена о делах своего отца и повсюду следовала за ним. |
| Годзилла       | Цутомю Китагава | Динозавроподобный ящер ростом свыше 50 м, впервые появившийся в 1954 году, и теперь пришедший на источник атомной энергии. Способен к быстрой регенерации. В этом и следующем фильмах Годзилла извергает из пасти атомный луч жёлтого цвета (а не синий, как в остальных фильмах).                                                                                  |
| Миллениан/Орга | Макото Ито      | Инопланетянин, пролежавший миллионы лет на дне океана. Сначала его корабль был похож на скалу, но под действием солнечных лучей он стал работоспособным, и отправился в Токио в поисках электронной информации. Чувствовал высокую жизнеспособность клеток Годзиллы и поэтому создал монстра Оргу, который пытался стать клоном Годзиллы.                           |

## Производство и бюджет
Как и в случае с «Террором Мехагодзиллы», «Toho» не собиралась прекращать выпуск фильмов о Годзилле. Перерыв был взят в связи с тем, что в США к тому моменту компания «TriStar» готовилась выпустить свою серию фильмов о Годзилле, а «Toho» планировала возобновить работу в 2004 году (к 50-летию). Однако, в силу того, что первый же американский «Годзилла» был негативно воспринят фанатами японского Годзиллы, «Toho» приняла решение не ждать 2004 года. «Годзилла: Миллениум» никак не связан с семью предыдущими и представляет собой альтернативный вариант появления монстра, хотя сами создатели неоднократно заявляли, что Годзилла из эпохи Миллениум — это выросший Малыш Годзилла из эпохи Хэйсэй: финал «Годзиллы против Разрушителя» показывал, что он остался жив.
«Годзилла 2000» стал первым со времён «Возвращения Годзиллы», но последним фильмом во франшизе, который показывался в кинотеатрах Северной Америки. Последующие фильмы Миллениума показывались за рубежом сразу по телевидению.
Бюджет фильма по разным оценкам составил от 8 до 13 млн $. В японском прокате фильм собрал около 15 млн $, а в Северной Америке — чуть более 10 млн $.

## Отсылки к другим фильмам
- В фильме имеется несколько отсылок к американскому фильму: преследование Годзиллой уезжающего через туннель автомобиля, первое появление Годзиллы из моря и оставленные им следы на песке.
- Эпизоды с похожим на скалу существом являются отсылками к фильму «Гамера: Защитник Вселенной», тоже снятого кинокомпанией Toho в 1995 году.
- Сцена гибели Катагири имеет сильное сходство с моментом смерти Синьи Кураты в фильме «Гамера 3: Месть Ирис», вышедшего в Японии в марте 1999 года.
- Эпизод, когда Орга опутывает Годзиллу щупальцами, очень похож на аналогичную сцену в фильме «Годзилла против Биолланте».

## Съёмки
- Актёр Цутомю Китагава изображал Годзиллу во всех последующих фильмах эпохи Миллениум кроме «Годзилла, Мотра, Кинг Гидора: Монстры атакуют» (2001)[3].
- Сражающийся с Годзиллой монстр Орга похож на кракена из фильма «Битва титанов» (2010).